# شین مک‌ری
شین مک‌ری (انگلیسی: Shane McRae؛ زادهٔ ۲۳ ژوئیهٔ ۱۹۷۷) یک هنرپیشه اهل ایالات متحده آمریکا است. در سال ۲۰۱۷، مک‌ری در نقش تیلور به مجموعه بازیگران استودیو آمازون پیوست. او همچنین در سریال بهشت گمشده نقش دیکی بارت را بازی کرد. 

## سنین جوانی و تحصیلات
مک‌ری در گینزویل، فلوریدا به دنیا آمد و در استارکویل، میسیسیپی بزرگ شد. او ام‌اف‌ای خود را از دانشگاه نیویورک در سال  به دست آورد.

## حرفه
مک‌ری در سریال چهار پادشاه شبکه ان‌بی‌سی نقش بابی را بازی کرد و در فیلم‌های هک, یک زندگی برای زندگی, نظم و قانون: قصد جنایی, پرونده سرد و نشویل ظاهر شد و در فیلم شیکاگو فایر و پیروی در نقش رابرت نقشی تکراری داشت. 
بر روی صحنه، مک‌ری نقش جیسون چنیر را در نمایش منو بیرون کن . در سال ۲۰۰۵، مک‌ری در ریچارد سوم از تئاتر عمومی در نقش دشمن ریچارد، ریچموند ظاهر شد. مک‌ری همچنین صداپیشگی شخصیت‌های مختلفی را در مرغ ربات ساخته ست گرین بر عهده داشت.
او در سال ۲۰۰۸ در فیلم اشتراکی بازی کرد و با کلی اورتون در موزیک ویدیوی آهنگ "تریفاید" اثر کاترین مک‌فی به همراه زکری لی‌وای همبازی شد. در سال ۲۰۱۱، او در نقش رالی لیفولت در فیلم خدمتکاران ظاهر شد.  در سال ۲۰۱۲ او در نقش جاش شیفمن در فیلم یک هیچ کوچک بازی کرد. او همچنین در سریال دختر سخن‌چین در سی‌دابلیو ظاهر شد. در سال ۲۰۲۱ او در لانسکی نقش چارلی «لاکی» لوسیانو را بازی کرد. از دیگر نقش‌های فیلم می‌توان به هنوز آلیس ، دفتر تعدیل، معلم بد و اقناع مدرن اشاره کرد.

## پیوند به ییرون
- شین مک‌ری در بانک اطلاعات اینترنتی فیلم‌ها (IMDb)